# Jonas Nordlander
Rolf Jonas Nordlander, född 1 februari 1973, är en svensk entreprenör och företagare. 
Nordlander var med och startade den svenska auktionssajten Tradera som såldes 2006 till Ebay. 2007 grundade han tillsammans med Filip Engelbert den ryska köp- och säljsajten Avito.ru. 2019 sålde de Avito för 4 miljarder dollar till det Sydafrikanska mediabolaget Naspers. Idag investerar Nordlander i en rad uppstartsbolag med intäkterna han fick på båda bolagsförsäljningarna. Han har bland annat investerat i Auctionet, Klarna, Apotea, Lendify, Tiptapp och Welcomeapp. På listan över svenska miljardärer år 2015 stod han på plats 137. År 2017 förvärvade han fastigheten Tofslärkan 12 i Lärkstaden för 110 miljoner kronor.